# دون هول (صانع أفلام)
دون هول (بالإنجليزية: Don Hall)‏ هو مخرج وكاتب أمريكي في استديوهات والت ديزني للرسوم المتحركة. عرف كمخرج مشارك في فيلم ويني الدبدوب (2011)، وفيلم الأبطال الستة (2014)، والتي كانت مستوحاة من مارفل كومكس التي تحمل نفس الاسم.
فيلم الأبطال الستة فاز بجائزة أوسكار أفضل فيلم رسوم متحركة في عام 2015.
تخرج دون من جامعة أيوا حاصلا على شهادة البكالوريوس في الفنون الجميلة في الرسم والتصوير.

## الأعمال
- ويني الدبدوب
- الأبطال الستة
- طرزان
- حياة الإمبراطور الجديدة
- أخي الدب
- فروج القلة
- عائلة روبسوس
- الأميرة والضفدع

## وصلات خارجية
- دون هول على موقع IMDb (الإنجليزية)
- دون هول على موقع ألو سيني (الفرنسية)
- دون هول على موقع أول موفي (الإنجليزية)
- دون هول على موقع بوكس أوفيس موجو (الإنجليزية)
- دون هول على موقع قاعدة بيانات الأفلام السويدية (السويدية)
- دون هول على موقع قاعدة بيانات الفيلم (الإنجليزية)
- دون هول على موقع كينوبويسك (الروسية)